# Бенаб
Бенаб (перс. بناب‎, романизированное написание Bonāb или Benāb, также встречаются варианты Бинаб, Бунаб, Бинов и Бинев) — город в северо-западной части Ирана, в остане Восточный Азербайджан. Расположен недалеко от берегов озера Урмия. Административный центр шахрестана Бонаб. Население города на 2006 год составляло 75,332 человека, 19,922 семей, значительная часть населения, помимо персидского, разговаривает на азербайджанском языке.

## Кебаб

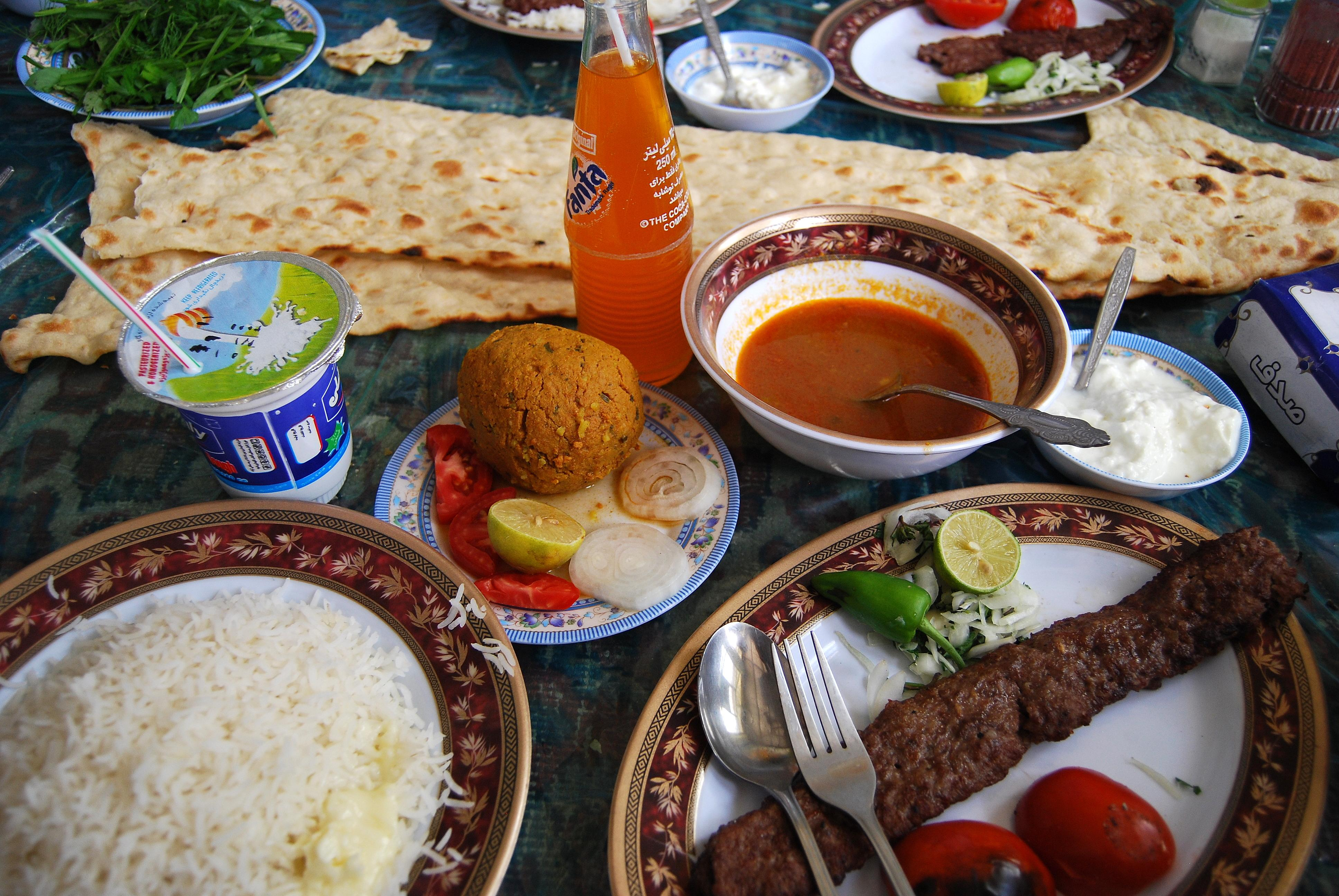
Знаменитый бонабский кебаб

Бенаб известен своими кебабами. В настоящее время множество иранских рестаранов используют для их изготовления рецепты бонабских кебабов.

## Образование
В Бенабе расположены:
1. Высший образовательный комплекс Бенаба Архивная копия от 2 октября 2019 на Wayback Machine
2. Отделение Исламского университета Азад
3. Отделение университета Пайаме Нур